# Папський Григоріанський університет
Па́пський Григоріа́нський університе́т (лат. Pontificia Universitas Gregoriana, лат. Universitas Gregoriana Societatis Jesu) — університет в Римі, заснований у 1551 році Ігнатієм Лойолою і Франциском Борджа і названий на початку Scuola di grammatica, d'umanita e dottrina cristiniana («Школа граматики, гуманітарних наук і християнського вчення»); був відомий також як Collegium Romanum (Римська колегія). Григоріанський університет має факультети богослов'я, філософії, канонічного права, історії Церкви, місіології, суспільних наук. При університеті існують інститути духовного життя, психології, релігійних досліджень, а також Вища школа латинської мови і літератури.
Актуальна кількість студентів, які навчаються на всіх факультетах та університетських програмах: ≈12 000

## Історія
Кафедри богослов'я та філософії Григоріанського університету були засновані у 1553 році і мали право присвоювати вчені ступені, згідно з Апостольським посланням Sacrae religionis (1552) папи Юлія III. Для іноземних студентів при Григоріанському університеті були відкриті Германська (заснована в 1552), Грецька (заснована в 1557), Англійська (заснована в 1578), Угорська (заснована в 1579, в 1580 об'єднана з Німецькою), Польська (заснована в 1582), Маронітська (заснована в 1584) і Шотландська (заснована в 1600) колегії. Значення університету для Церкви і випускних оцінок студентів при нестачі коштів спонукали папу Григорія XIII заново визначити академічні права університету (конституція Quanta in vinea, 1578) і забезпечити матеріальні умови навчання, а також збудувати нову будівлю (1582—1584); на знак вдячності за заслуги цього папи університет і був названий Григоріанським.
Після розпуску Ордена єзуїтів (1773) Григоріанським університетом керувала колегія з трьох кардиналів, коли ж орден був відновлений, папа Лев XII видав постанову Cum multa in Urbe (1824), згідно з яким Григоріанський університет знову був переданий єзуїтам. В 1876 папа Пій IX доповнив Григоріанський університет факультетом канонічного права (що було підтверджено папою Левом XIII в 1896); в 1918 була організована кафедра аскетичного і містичного богослов'я (з 1958 — Інститут богослов'я духовного життя).
В 1924 папа Пій XI заснував Вищу школу латинської мови і літератури, а в 1928 об'єднав Григоріанський університет з Папським Біблійним інститутом і Папським Східним інститутом. В 1932 папа Пій XI наказав відкрити в Григоріанському університеті факультет історії Церкви і місіології. У 1970 при богословському факультеті Григоріанського університету створено Папський інститут «Regina mundi», призначений для черниць, які бажають отримати вищу богословську освіту. У 1971 при Григоріанському університеті відкрито Інститут психології та Інститут релігійних досліджень. У 1972 в Григоріанському університеті створено факультет суспільних наук.

## Випускники
Серед випускників Григоріанського університету — 20 святих, 29 блаженних і 14 римських пап.

## Викладачі
- Йозеф Віцкі — швейцарський історик.